# غورة (الحد)

تعديل مصدري - تعديل

غورة هي إحدى قرى عزلة الحد بمديرية الحد التابعة لمحافظة لحج، بلغ تعداد سكانها 71 نسمة حسب تعداد اليمن لعام 2004.